# Callistege cuncleata
Callistege cuncleata är en fjärilsart som beskrevs av Lenzen 1944. Callistege cuncleata ingår i släktet Callistege och familjen nattflyn. Inga underarter finns listade i Catalogue of Life.